# Hòa Lạc, Hữu Lũng
Hòa Lạc là một xã thuộc huyện Hữu Lũng, tỉnh Lạng Sơn, Việt Nam.
Xã Hòa Lạc có diện tích 27,86 km², dân số năm 1999 là 4.042 người, mật độ dân số đạt 145 người/km².
Theo thống kê năm 2019, xã Hòa Lạc có diện tích 27,86 km², dân số là 4.892 người, mật độ dân số đạt 176 người/km².